# Mouvement de libération des femmes irlandaises
Le mouvement de libération des femmes irlandaises (en anglais the Irish Women's Liberation Movement ou IWLM) était une alliance de femmes irlandaises préoccupées par le sexisme en Irlande, à la fois socialement et légalement. Le mouvement a commencé en 1970 après une réunion au Bewley's Cafe, Grafton Street, à Dublin. Malgré une alliance de courte durée, le mouvement a eu une influence majeure sur les droits des femmes en Irlande.

## Contexte
Dans les années 70, en Irlande, les femmes étaient privées de certains droits à cause de leur genre. Le viol conjugal n'était pas considéré comme un crime. Les femmes ne pouvaient pas garder leur emploi dans les services publics ou les banques si elles se mariaient, ni recevoir d'allocations familiales, ni choisir leur lieu de domicile officiel, ni même être payées autant que les hommes. Elles ne pouvaient pas non plus acheter de moyens de contraception. Le divorce était illégal, et les mères célibataires, les veuves et les épouses abandonnées vivaient dans une pauvreté extrême. Les femmes ne pouvaient pas être choisies pour être jurées, mais devaient se porter volontaire : ce qui faisait qu'en pratique, peu de femmes étaient jurées.
D'autres groupes centrés sur la cause féministe existaient déjà à l'époque, comme l'Irish Housewives' Association et l'Irish Countrywomen Association, qui travaillaient plutôt dans l'ombre. Les membres de l'Irish Women's Liberation Movement optèrent pour un tout autre moyen de changer les choses, grâce à l'activisme et au lobbyisme.

## Histoire du mouvement
Les réunions de l'Irish Women's Liberation Movement avaient lieu au restaurant Gaj, Baggot Street, tous les lundis. Le restaurant Gaj appartenait à Margaret Gaj, une activiste féministe et socialiste,. Vingt femmes assistèrent à la première réunion, pour la plupart des journalistes. June Levine était une des cofondatrices du mouvement.[citation nécessaire]
L'IWLM était organisée démocratiquement, les membres votaient pour différents projets, et des manifestations étaient organisées tous les mois. Chaque groupe local de l'IWLM envoyait deux représentantes chacun aux réunions. Dans l'ensemble, les réunions étaient souvent mal organisées et bruyantes, mais elles permettaient aux femmes d'exprimer des idées qu'elles n'avaient jamais pu formuler avant.

### Manifeste
En 1970, l'IWLM publia son manifeste intitulé Chains or Change, qui fut immédiatement en rupture de stock.
Le manifeste Chains or Change avait six objectifs :
- L'égalité des droits dans la loi
- L'égalité des salaires et l'abolition de la « barrière du mariage »
- La justice pour les veuves, les mères célibataires et les épouses abandonnées.
- L'égalité des chances en matière d'éducation.
- Le droit à la contraception.
- « One family, one house »[11].

La question de l'avortement était encore trop sensible à l'époque pour en discuter, même entre les membres du mouvement, elle ne fut donc jamais ajoutée au manifeste.

### The Late Late Show
Les membres Nell McCafferty et Mairin Johnson représentèrent l'IWLM sur le plateau du Late Late Show pour un débat animé, peu après la publication de leur manifeste. Le Taoiseach d'Irlande, Garret FitzGerald, quitta son domicile alors qu'il regardait le Late Late Show et se rendit sur le plateau en direct pour débattre, mais la discussion tourna en concours de cris entre Garrett Fitzgerald et plusieurs femmes du public. Il s'était senti oblié de venir dans l'émission à cause d'une remarque de Mary Kenny accusant les membres de Dáil de ne pas se préoccuper des questions liées aux femmes. Fitzgerald répondit que le problème ne venait pas du gouvernement, mais des femmes qui ne réclamaient pas de changement. Comme cela faisait des années qu'une partie des membres de l'IWLM faisait pression sur différents organismes du gouvernement, l'échange finit en dispute.

### Organisation
Un mois après le débat du Late Late Show, la première assemblée publique du mouvement s'est tenue à la Mansion House, à Dublin. Plus de 1000 femmes assistèrent à la réunion, qui dura plus de trois heures. Les hommes étaient admis seulement en tant qu'invités. Après la réunion, celles qui étaient intéressées furent recrutées, et de nombreux groupes et sous-commissions se formèrent.

### Le Contraceptive Train
Le 22 mai 1971, 47 membres de l'Irish Women's Liberation Movement prirent le train de Dublin à Belfast afin d'importer des contraceptifs de l'autre côté de la frontière, événement qui devint connu sous le nom de Contraceptive Train. Une des membres, Pat Ledwith, pensait que les préservatifs seraient confisqués, mais ce ne fut pas le cas. Le Contraceptive Train fut considéré comme un « acte osé » par l'Irish Independent, car les femmes impliquées risquaient d'être fortement stigmatisées par leur entourage conservateur.

### Changement de nom
En 1972, l'IWLM changea de nom et devint le Women's Liberation Movement. De nombreux autres groupes furent formés par des membres de l'IWLM, comme les Irishwomen United, la Women's Political Association, l'Irish Women's Aid, le Rape Crisis Centre et le National Women's Council of Ireland.

### Membres importantes
D'autres femmes connues du mouvement : Nell McCafferty et Mary Kenny, originaire de Chicago, qui contribua à répandre les idées du mouvement féministe américain dans le groupe. Nuala Fennell faisait également partie du mouvement, qu'elle quitta en 1971 à cause de désaccords sur le projet de loi « Prohibition of Forcible Entry ». Ce texte législatif causait des différends au sein des autres groupes irlandais à l'époque, car une de ses clauses pouvait mener à une diminution des droits des journalistes. De plus, les clauses du projet de loi interdisaient l'occupation de logements vacants.